# Lista de episódios de School of Rock
Segue abaixo a lista de episódios da série School of Rock, da Nickelodeon, exibida desde 12 de março de 2016.

## Resumo
| Temporada | Temporada | Episódios | Exibição original      | Exibição original     | Exibição no Brasil    | Exibição no Brasil     | Exibição em Portugal  | Exibição em Portugal   |
| Temporada | Temporada | Episódios | Estreia de temporada   | Final de temporada    | Estreia de temporada  | Final de temporada     | Estreia de temporada  | Final de temporada     |
| --------- | --------- | --------- | ---------------------- | --------------------- | --------------------- | ---------------------- | --------------------- | ---------------------- |
|           | 1         | 12        | 12 de março de 2016    | 18 de junho de 2016   | 6 de outubro de 2016  | 10 de dezembro de 2016 | 7 de novembro de 2016 | 22 de novembro de 2016 |
|           | 2         | 13        | 17 de setembro de 2016 | 28 de janeiro de 2017 | 3 de abril de 2017    | 6 de outubro de 2017   | 6 de março de 2017    | 22 de março de 2017    |
|           | 3         | 20        | 8 de julho de 2017     | 8 de Abril de 2018    | 6 de novembro de 2017 | 29 de junho de 2018    | por anunciar          | por anunciar           |

## Episódios

### 1.ª temporada (2016)
- Breanna Yde, Ricardo Hurtado, Jade Pettyjohn, Lance Lim, Aidan Miner e Tony Cavalero estão presentes em todos os episódios.
- O Primeiro Episódio foi ao ar na América Latina apenas pelo aplicativo da Nickelodeon, o Nick Play.

| N.º na série | N.º na temp. | Título                                                                                        | Dirigido por         | Escrito por                            | Exibição original                                                 | Cód. de produção | Audiência (milhões) |
| ------------ | ------------ | --------------------------------------------------------------------------------------------- | -------------------- | -------------------------------------- | ----------------------------------------------------------------- | ---------------- | ------------------- |
| 1            | 1            | "Vem com a Gente (BR)" "Come Together"                                                        | Jonathan Judge       | Jim Armogida Steve Armogida Mike White | 12 de março de 2016 6 de outubro de 2016 7 de novembro de 2016    | 112              | 2,37                |
| 2            | 2            | "Você Nem Sempre Pode Ter o Que Quer (BR)" "Cover Me"                                         | Jonathan Judge       | Gigi McCreery Perry Rein               | 19 de março de 2016 13 de outubro de 2016 8 de novembro de 2016   | 102              | 1,68                |
| 3            | 3            | "O Vídeo que Acabou com o astro do Debate Expresso (BR)" "Video Killed the Speed Debate Star" | Bruce Leddy          | Jeremy Hall                            | 26 de março de 2016 27 de outubro de 2016 9 de novembro de 2016   | 104              | 1,63                |
| 4            | 4            | "A Nossa História (Mas Mais a Minha) (BR/PT)" "The Story of Us (But More About Me)"           | Bruce Leddy          | Eric Friedman                          | 2 de abril de 2016 20 de outubro de 2016 10 de novembro de 2016   | 103              | 1,41                |
| 5            | 5            | "Nós Não Vamos Aceitar (BR)" Não Vamos Ceder (PT)" "We're Not Gonna Take It"                  | Trevor Kirschner     | Laurie Parres                          | 9 de abril de 2016 11 de novembro de 2016 1 de dezembro de 2016   | 105              | 1,47                |
| 6            | 6            | "Uma Banda Sem Nome (BR/PT)" "A Band With No Name"                                            | Michael Shea         | Kevin Jakubowski                       | 16 de abril de 2016 3 de novembro de 2016 14 de novembro de 2016  | 106              | 1,42                |
| 7            | 7            | "Podemos ser Heróis, Mais ou Menos (PT/BR)" "We Can Be Heroes, Sort Of"                       | Savage Steve Holland | Jay Kogen                              | 23 de abril de 2016 17 de novembro de 2016                        | 108              | 1,25                |
| 8            | 8            | "Devo Ficar ou Devo Ir? (BR)" Devo Ficar ou Devo Sair? (PT)" "Should I Stay or Should I Go?"  | Sean Lambert         | Gigi McCreery Perry Rein               | 30 de abril de 2016 10 de novembro de 2016 16 de novembro de 2016 | 107              | 1,41                |
| 9            | 9            | "Dinheiro (É o Que eu Quero) (BR)" "Money (That's What I Want)"                               | Trevor Kirschner     | Gigi McCreery Perry Rein               | 7 de maio de 2016 17 de novembro de 2016 9 de dezembro de 2016    | 110              | 1,11                |
| 10           | 10           | "Freddy Luta pelo Direito de Ir à Festa (BR)" "Freddy Fights for His Right to Party"          | Jay Kogen            | Jeremy Hall                            | 4 de junho de 2016 18 de novembro de 2016 24 de novembro de 2016  | 109              | 1,40                |
| 11           | 11           | "Rock and Roll Muito Antigo (BR)" "(Really Really) Old Time Rock and Roll"                    | Jonathan Judge       | Eric Friedman                          | 11 de junho de 2016 21 de novembro de 2016 8 de dezembro de 2016  | 111              | 1,29                |
| 12           | 12           | "Nós Somos os Campeões... Talvez (BR)" "We Are the Champions... Maybe"                        | Trevor Kirschner     | Jay Kogen                              | 18 de junho de 2016 22 de novembro de 2016 10 de dezembro de 2016 | 113              | 1,39                |

### 2.ª temporada (2016-2017)
- Jama Williamson está ausente em 1 episódio.

| N.º na série | N.º na temp. | Título                                                                  | Dirigido por       | Escrito por                            | Exibição original                                              | Cód. de produção | Audiência (milhões) |
| ------------ | ------------ | ----------------------------------------------------------------------- | ------------------ | -------------------------------------- | -------------------------------------------------------------- | ---------------- | ------------------- |
| 13           | 1            | "Mudanças (BR)" "Changes"                                               | Trevor Kirschner   | Jim Armogida Steve Armogida            | 17 de setembro de 2016 6 de março de 2017 18 de abril de 2017  | 201              | 1.34                |
| 14           | 2            | "Não Seria Legal? (BR)" "Wouldn't It Be Nice?"                          | Trevor Kirschner   | Jay Kogen                              | 24 de setembro de 2016 7 de março de 2017 3 de abril de 2017   | 202              | 1.33                |
| 15           | 3            | "Com ou sem Você (BR)" "With or Without You"                            | Jody Margolin Hahn | Sarah Jane Cunningham Suzie V. Freeman | 1 de outubro de 2016 8 de março de 2017 19 de abril de 2017    | 203              | 0.96                |
| 16           | 4            | "Disfarce Brilhante (BR)" "Brilliant Disguise"                          | Trevor Kirschner   | Steve Skrovan                          | 8 de outubro de 2016 9 de março de 2017 20 de abril de 2017    | 204              | 1.32                |
| 17           | 5            | "Eu Pus Um Feitiço em Você (BR)" "I Put a Spell on You"                 | Jonathan Judge     | Lindsay Golder                         | 15 de outubro de 2016 10 de março de 2017 4 de maio de 2017    | 208              | 1.58                |
| 18           | 6            | "Bem-Vindo ao meu Pesadelo (BR)" "Welcome to My Nightmare"              | Trevor Kirschner   | Alison Flierl Scott Chernoff           | 22 de outubro de 2016 13 de março de 2017 6 de outubro de 2017 | 210              | 1.50                |
| 19           | 7            | "Lanchando (BR)" "Truckin"                                              | Trevor Kirschner   | Jeremy Hall                            | 5 de novembro de 2016 14 de março de 2017 21 de abril de 2017  | 209              | 1.22                |
| 20           | 8            | "O Som das Vozes (BR)" "Voices Carry"                                   | Eric Dean Seaton   | Jeremy Hall                            | 12 de novembro de 2016 15 de março de 2017 11 de maio de 2017  | 207              | 1.42                |
| 21           | 9            | "Ela Vai Mesmo Ficar com Ele? (BR)" "Is She Really Going Out with Him?" | Jonathan Judge     | Harry Hannigan                         | 19 de novembro de 2016 16 de março de 2017 25 de maio de 2017  | 206              | 1.70                |
| 22           | 10           | "Eclipse Total do Coração (BR)" "Total Eclipse of the Heart"            | Jay Kogen          | Corinne Marshall                       | 7 de janeiro de 2017 17 de março de 2017 18 de maio de 2017    | 211              | 1.29                |
| 23           | 11           | "Cuidando dos Negócios (BR)" "Takin' Care of Business"                  | Jonathan Judge     | Scott Chernoff Alison Flierl           | 14 de janeiro de 2017 20 de março de 2017 27 de maio de 2017   | 205              | 1.56                |
| 24           | 12           | "Não me Entenda Mal (BR)" "Don't Let Me Be Misunderstood"               | Trevor Kirschner   | Jay Kogen                              | 21 de janeiro de 2017 21 de março de 2017 4 de abril de 2017   | 212              | 1.23                |
| 25           | 13           | "Não Pare de Acreditar (BR)" "Don't Stop Believin"                      | Jonathan Judge     | Steve Armogida Jim Armogida            | 28 de janeiro de 2017 22 de março de 2017 4 de junho de 2017   | 213              | 1.18                |

### 3.ª temporada (2017-2018)
| N.º na série | N.º na temp. | Título                                                                                 | Dirigido por     | Escrito por                            | Exibição original                            | Cód. de produção | Audiência (milhões) |
| ------------ | ------------ | -------------------------------------------------------------------------------------- | ---------------- | -------------------------------------- | -------------------------------------------- | ---------------- | ------------------- |
| 26           | 1            | "Segure Sem Força (BR)" "Hold On Loosely"                                              | Jonathan Judge   | Steve Armogida Jim Armogida            | 8 de julho de 2017 6 de novembro de 2017     | 301              | 1.03                |
| 27           | 2            | "Você Quer Ouvir um Segredo? (BR)" "Do You Want to Know a Secret?"                     | Eric Dean Seaton | Suzie V. Freeman Sarah Jane Cunningham | 15 de julho de 2017 7 de novembro de 2017    | 302              | 0.91                |
| 28           | 3            | "Falando a Verdade (BR)" "True Colors"                                                 | Victor Gonzalez  | Steve Skrovan                          | 22 de julho de 2017 8 de novembro de 2017    | 303              | 1.14                |
| 29           | 4            | "Líder da Banda (BR)" "Leader of the Band"                                             | Trevor Kirschner | Jeremy Hall                            | 29 de julho de 2017 9 de novembro de 2017    | 305              | 0.89                |
| 30           | 5            | "O Outro Lado de Summer (BR)" "The Other Side of Summer"                               | Victor Gonzalez  | Jay Kogen                              | 5 de agosto de 2017 10 de novembro de 2017   | 307              | 1.32                |
| 31           | 6            | "Salário Mínimo (BR)" "Minimum Wage"                                                   | Jay Kogen        | Clay Lapari                            | 12 de agosto de 2017 18 de fevereiro de 2018 | 309              | 1.00                |
| 32           | 7            | "Heróis e Vilões (BR)" "Heroes & Villains"                                             | Trevor Kirschner | Harry Hannigan                         | 18 de novembro de 2017 5 de março de 2018    | 304              | 1.06                |
| 33           | 8            | "Rock de Natal (BR)" "Jingle Bell Rock"                                                | Jonathan Judge   | Suzie V. Freeman Sarah Jane Cunningham | 3 de dezembro de 2017 31 de dezembro de 2017 | 315              | 0,85                |
| 34           | 9            | "Coisa Maneira (BR)" "Kool Thing"                                                      | Victor Gonzalez  | Sarah Jane Cunningham Suzie V. Freeman | 7 de janeiro de 2018 12 de março de 2018     | 311              | 0,60                |
| 35           | 10           | "Eu Mentiria para Você? (BR)" "Would I Lie to You?"                                    | Katy Garretson   | Alison Flierl Scott Chernoff           | 14 de janeiro de 2018 19 de março de 2018    | 308              | 0,61                |
| 36           | 11           | "Amor Canino (BR)" "Puppy Love"                                                        | Katy Garretson   | Alison Flierl Scott Chernoff           | 21 de janeiro de 2018 5 de maio de 2018      | 306              | 0,54                |
| 37           | 12           | "Amor é uma Guerra (BR)" "Love Is a Battlefield"                                       | Trevor Kirschner | Harry Hannigan                         | 28 de janeiro de 2018 5 de maio de 2018      | 312              | 0,53                |
| 38           | 13           | "Uma Questão de Confiança (BR)" "A Matter of Trust"                                    | Katy Garretson   | Steve Skrovan                          | 11 de fevereiro de 2018 12 de maio de 2018   | 310              | 0,73                |
| 39           | 14           | "Você Não Sabe O Que Tem (Até Perder) (BR)" "Don't Know What You Got ('Til It's Gone)" | Tony Cavalero    | Shawn Simmons                          | 18 de fevereiro de 2018 12 de maio de 2018   | 314              | 0,61                |
| 40           | 15           | "Sem Medo (BR)" "Not Afraid"                                                           | Steve Armogida   | Jeremy Hall                            | 25 de fevereiro de 2018 19 de maio de 2018   | 319              | 0,60                |
| 41           | 16           | "Supresa, Supresa (BR)" "Surprise, Surprise"                                           | Jay Kogen        | Jeremy Hall                            | 4 de março de 2018 19 de maio de 2018        | 313              | 0,72                |
| 42           | 17           | "Saindo Deste Lugar (BR)" "We Gotta Get Out of This Place"                             | Jonathan Judge   | Shawn Simmons                          | 11 de março de 2018 26 de maio de 2018       | 316              | 0,70                |
| 43           | 18           | "Cada Foto Conta Uma História (BR)" "Photograph"                                       | Jim Armogida     | Jay Kogen                              | 18 de março de 2018 26 de maio de 2018       | 320              | 0,65                |
| 44           | 19           | "Adoro Rock and Roll - Parte 1 (BR)" "I Love Rock and Roll: Part 1"                    | Trevor Kirschner | Steve Armogida Jim Armogida            | 1 de abril de 2018 29 de junho de 2018       | 317              | 0,45                |
| 45           | 20           | "Adoro Rock and Roll - Parte 2 (BR)" "I Love Rock and Roll: Part 2"                    | Trevor Kirschner | Steve Armogida Jim Armogida            | 8 de abril de 2018 29 de junho de 2018       | 318              | 0,67                |